# Символічний степінь простого ідеала
В алгебрі, для кільця R і простого ідеала {\displaystyle {\mathfrak {p}}}, символічним степенем порядку n ідеала {\displaystyle {\mathfrak {p}}} називається ідеал
{\displaystyle {\mathfrak {p}}^{(n)}={\mathfrak {p}}^{n}R_{\mathfrak {p}}\cap R=\{f\in R\mid \exists s\in R\setminus {\mathfrak {p}},\quad sf\in {\mathfrak {p}}^{n}\}.}
Висловлюючись термінологією алгебричної геометрії символічний степінь складається з функцій з нулями порядку n на многовиді визначеному {\displaystyle {\mathfrak {p}}}.

## Властивості
- Виконуються рівності: {\displaystyle {\mathfrak {p}}^{(1)}={\mathfrak {p}}} і якщо {\displaystyle {\mathfrak {p}}} є максимальним ідеалом, то {\displaystyle {\mathfrak {p}}^{(n)}={\mathfrak {p}}^{n}}.
- Символічний степінь є найменшим {\displaystyle {\mathfrak {p}}}-примарним ідеалом, що містить ідеал {\displaystyle {\mathfrak {p}}^{n}}.
- Якщо кільце R є нетеровим, тоді символічний степінь є {\displaystyle {\mathfrak {p}}}-примарною компонентою в примарному розкладі ідеала {\displaystyle {\mathfrak {p}}^{n}}.
- Якщо кільце R є нетеровим і для деякого простого ідеала {\displaystyle {\mathfrak {p}}} виконується рівність {\displaystyle {\mathfrak {p}}^{(k)}={\mathfrak {p}}^{(k+1)},} то ідеал {\displaystyle {\mathfrak {p}}} є мінімальним простим ідеалом, тобто мінімальним елементом у множині простих елементів впорядкованій щодо включення.

Справді {\displaystyle {\mathfrak {p}}^{(k)}={\mathfrak {p}}^{(k+1)},} тоді і тільки тоді коли {\displaystyle {\mathfrak {p}}^{k}R_{\mathfrak {p}}={\mathfrak {p}}^{k+1}R_{\mathfrak {p}}.} Оскільки {\displaystyle {\mathfrak {p}}^{k}R_{\mathfrak {p}}} є модулем над кільцем {\displaystyle R_{\mathfrak {p}}} і {\displaystyle {\mathfrak {p}}^{k+1}R_{\mathfrak {p}}={\mathfrak {p}}{\mathfrak {p}}^{k}R_{\mathfrak {p}}} то ми отримуємо {\displaystyle {\mathfrak {p}}{\mathfrak {p}}^{k}R_{\mathfrak {p}}={\mathfrak {p}}^{k}R_{\mathfrak {p}}} і з леми Накаями випливає, що {\displaystyle {\mathfrak {p}}^{k}R_{\mathfrak {p}}=\{0\}.} З останньої рівності, зокрема, випливає що всі елементи простого ідеала {\displaystyle {\mathfrak {p}}R_{\mathfrak {p}}} є нільпотентними, тобто містяться в нільрадикалі кільця. Оскільки навпаки кожен простий ідеал містить нільрадикал, то {\displaystyle {\mathfrak {p}}R_{\mathfrak {p}}={\sqrt {0}}} і тому {\displaystyle {\mathfrak {p}}R_{\mathfrak {p}}} є мінімальним простим ідеалом у кільці {\displaystyle R_{\mathfrak {p}}} і, як наслідок, {\displaystyle {\mathfrak {p}}} є мінімальним простим ідеалом у кільці R.
- Якщо {\displaystyle {\mathfrak {p}}\subseteq {\mathfrak {q}}} є простими ідеалами регулярного кільця R, то також {\displaystyle {\mathfrak {p}}^{(n)}\subseteq {\mathfrak {q}}^{(n)}.}

## Приклад
Нехай кільце {\displaystyle A:=\mathbb {C} [x,y,z]/(xy-z^{2})} і {\displaystyle {\bar {f}}} надалі позначатиме клас многочлена f у фактор кільці A. 
Нехай {\displaystyle {\mathfrak {p}}:=({\bar {x}},{\bar {z}})} (тобто ідеал породжений двома вказаними елементами). Даний ідеал є простим у кільці A. Неважко переконатися, що {\displaystyle {\bar {x}}\not \in {\mathfrak {p}}^{2}} але натомість {\displaystyle {\bar {x}}\in {\mathfrak {p}}^{(2)}} (дійсно {\displaystyle {\bar {y}}\in A\setminus {\mathfrak {p}}} і {\displaystyle {\bar {x}}{\bar {y}}={\bar {z}}^{2}\in {\mathfrak {p}}^{2}}). Натомість {\displaystyle {\bar {z}}\not \in {\mathfrak {p}}^{(2)}} і тому для даного кільця є послідовність строгих включень ідеалів {\displaystyle {\mathfrak {p}}\supset {\mathfrak {p}}^{(2)}\supset {\mathfrak {p}}^{2}.}